# Đuđevina
Đuđevina (en serbe cyrillique : Ђуђевина) est un village du centre du Monténégro, dans la municipalité de Kolašin.

## Démographie

### Évolution historique de la population
| 1948 | 1953 | 1961 | 1971 | 1981 | 1991 | 2003 |
| ---- | ---- | ---- | ---- | ---- | ---- | ---- |
| 340  | 348  | 223  | 206  | 175  | 137  | 59   |